# Parc régional Abbé Froidure
Pour les articles homonymes, voir Froidure.
Le parc régional Abbé Froidure (en néerlandais : Gewestelijk Park Abt Froidure) est un petit jardin public situé à cheval entre les communes de Forest et d'Ixelles (Région de Bruxelles-Capitale). 

## Situation
Le parc se trouve intégralement à l'intérieur du pâté de maisons formé par les avenues Brugmann et du Haut-Pont et les rues Darwin et Franz Merjay. L'entrée ouest donne sur l'avenue Brugmann (Forest) et l'entrée est sur la rue Franz Merjay et le square Léon Jacquet (Ixelles).

## Historique
Dans les aménagements d'Uccle par Georges Brugmann, en 1899 l'hôtel particulier au 52 Avenue Brugmann du baron Raoul Richard  comprenait un jardin.
Le terrain de l'actuel parc fut acheté en 1991 à la famille du baron Raoul Richard  par le gouvernement régional. L'hôtel particulier au 52/54 avenue Brugmann possède le passage entre le parc et l'Avenue Brugmann et laisse un droit de passage aux piétons. 
Le terrain de l'actuel parc fut acheté en 1991 à la famille du baron Raoul Richard par le gouvernement régional. Le parc a ensuite été aménagé dans un style moderne, avec un filet d'eau et une petite plaine de jeux, et nommé en l'honneur de l'abbé Édouard Froidure, compagnon de Jules Richard dans les camps nazis durant la Seconde Guerre mondiale. 

## Accès
Ligne de tram 92, arrêt Darwin.